# Les Côtes-d'Arey
Les Côtes-d'Arey este o comună în departamentul Isère din sud-estul Franței. În 2009 avea o populație de 850 de locuitori.

## Evoluția populației
| An        | 1975 | 1982 | 1990 | 1999 | 2006 | 2009 |
| --------- | ---- | ---- | ---- | ---- | ---- | ---- |
| Populație | 297  | 409  | 481  | 643  | 748  | 850  |